# Melania Hamilton
Melania Hamilton (in originale Melanie Hamilton), è un personaggio immaginario apparso per la prima volta nel romanzo Via col vento del 1936 di Margaret Mitchell, interpretata da Olivia de Havilland nel film da esso tratto. Melania è la cognata di Rossella O'Hara. Mitchell probabilmente ha basato il personaggio su sua cugina, Mary Melanie Holliday.

## Caratteristiche
Melania viene descritta come una giovane donna minuta e delicata "come una bambina". Nonostante, a detta di Rossella, non sia particolarmente bella, è incredibilmente aggraziata e ha due grandi occhi marroni. Rispetto alle sue coetanee, non ama cercare di attirare le attenzioni dei ragazzi, ma piuttosto preferisce leggere e discorrere di libri. Ha una bontà innata che la porta ad aiutare il prossimo, chiunque esso sia, e ciò le fa guadagnare l'amore e il rispetto di tutti coloro che la circondano. Tuttavia è anche molto ingenua, e non si rende mai conto dell'ostilità che Rossella prova nei suoi confronti per essersi sposata con Ashley, né si accorge (e si rifiuta di credere) del sentimento di passione che lega la cognata e il marito. Rhett Butler la definisce "una delle poche vere signore che abbia mai conosciuto".
Pur avendo un carattere timido e dolce, Melania dà spesso prova di una grande forza d'animo, non esitando a difendere Rossella e Rhett dall'ostilità dei loro concittadini, dandosi sempre da fare nei momenti di difficoltà nonostante la sua salute cagionevole e proteggendo l'omicidio perpetuato da Rossella di un soldato nordista e le attività del Ku Klux Klan. Ha un grande senso materno e il suo più grande desiderio sarebbe quello di avere numerosi figli, ma il suo fisico le permette di averne solo uno, venendo debellata gravemente dalla gravidanza.

## Biografia del personaggio
Nata nel 1844, Melania e suo fratello Carlo sono gli ultimi membri rimasti della ricca famiglia Hamilton, avendo perso entrambi i genitori da piccoli. Gli Hamilton apprezzano l'istruzione e forniscono ai suoi membri il meglio disponibile; hanno anche l'usanza di sposarsi tra consanguinei, portando di conseguenza alla nascita di persone progressivamente più cagionevoli di salute, tra cui Carlo e Melania. Questi ultimi sono affidati alla custodia dei fratelli del padre, Henry e Pittypat Hamilton, entrambi non sposati e senza figli, che quindi li curano come propri. Henry è un avvocato di Atlanta che gestisce il patrimonio di famiglia, mentre Pittypat una donna estremamente immatura; pertanto, Melania e Carlo vengono cresciuti principalmente dallo schiavo nero zio Peter, estremamente fedele alla famiglia Hamilton. Diventano due ragazzi colti e ben istruiti, ma ingenui a causa dell'ambiente protetto in cui vivono dall'infanzia.

### 1861-1862
In aprile, secondo la tradizione della sua famiglia, Melania si fidanza con il cugino di primo grado Ashley Wilkes, evento celebrato con una cerimonia a cui partecipano quasi tutte le ricche famiglie della contea. Durante la celebrazione, rispetto alle altre ragazze, Melania è vestita in modo semplice e preferisce parlare di libri che cercare di attirare l'attenzione dei ragazzi. Rossella O'Hara è infatuata di Ashley ed è convinta che lui la preferirà a Melania, quindi lo affronta in biblioteca prima del fidanzamento ufficiale per confessargli il suo amore. Lui ammette di essere attratto da lei, ma sposerà Melania in quanto ritiene di avere più cose in comune con lei. Per vendicarsi di Ashley e Melania, Rossella accetta impulsivamente la proposta di matrimonio di Carlo.
Due settimane dopo, il 30 aprile, avviene il matrimonio tra Rossella e Carlo; Melania è estremamente felice, prende Rossella in simpatia e l'accoglie nella sua famiglia, senza rendersi conto del profondo astio che Rossella ha sviluppato nei suoi confronti per il fidanzamento con Ashley, che Melania sposa il 1º maggio. Nel frattempo, scoppia la guerra civile americana e gli uomini sono chiamati ad arruolarsi. Nelle settimane seguenti, sia Carlo che Ashley partono per combattere e Melania va a stare ad Atlanta con sua zia Pittypat. Poco tempo dopo, riceve la notizia che Carlo è morto meno di due mesi dopo il suo arruolamento a causa di una polmonite, senza aver mai combattuto al fronte. La sua parte del patrimonio di famiglia viene ereditata da Rossella, che, entro la fine dell'anno, partorisce il figlio di Carlo e nipote di Melania, chiamato Wade Hampton Hamilton.
Melania inizia a prestare servizio come infermiera volontaria nell'ospedale locale, dimostrando grande capacità nell'assistenza e nel conforto dei feriti nonostante la sua sensibilità alle ferite gravi. Lei e Pittypat invitano ripetutamente Rossella a stare da loro ad Atlanta, ma Rossella rifiuta e cade in depressione, apparentemente per il lutto della morte del marito ma, in realtà, per l'innocenza perduta con il matrimonio e la nascita del figlio. La madre Elena O'Hara , preoccupata, la convince a partire, quindi Rossella si trasferisce da Melania e Pittypat con suo figlio Wade e con la cameriera afroamericana Prissy. Qui, Rossella riacquista progressivamente il buonumore e assiste Melania nella cura dei feriti di guerra. Melania si felicita della presenza della cognata e critica aspramente la presenza di uomini idonei a combattere ad Atlanta, sostenendo che servirebbero al fronte.
Nell'estate del 1862, Melania e Rossella fanno amicizia con Rhett Butlet, un uomo già conosciuto al fidanzamento di Melania, proveniente da una famiglia facoltosa ma di dubbia fama per i suoi comportamenti. Lui inizia a flirtare con Rossella e, sebbene questo attiri maldicenze da parte dei concittadini, Melania difende entrambi la loro reputazione. La donna ha pietà per Rhett, che ritiene un uomo amareggiato bisognoso di una donna, mentre Rossella condivide con lui la visione cinica del mondo e gli ideali. Inoltre, tutti e tre spesso mettono in discussione le motivazioni della guerra.

### 1863
Per il suo animo buono, Melania viene avvicinata dalla ricca prostituta Bella Watling, che le consegna dei soldi da dare in beneficenza all'ospedale, dato che la gente rifiuta i suoi guadagni. Melania accetta, spiegando poi a Rossella che, nonostante questo metta a rischio la sua reputazione, ritiene che l'ospedale abbia bisogno di tutto l'aiuto possibile. Nel frattempo, la guerra volge a sfavore dei Confederati e molti conoscenti di Melania e Rossella iniziano a morire al fronte. Il 20 dicembre, Ashley torna a casa per la prima volta da due anni; preoccupato per le sorti di Melania a causa della sua salute cagionevole e per il suo destino nel caso dovesse morire in guerra, Ashley chiede a Rossella di prendersi cura di lei in sua assenza e Rossella accetta in nome dell'amore che prova per l'uomo, pur continuando a nutrire ostilità verso Melania. Durante la breve visita di Ashley, Melania rimane incinta di un figlio.

### 1864
Melania accoglie con gioia la gravidanza, avendo sempre desiderato essere madre, mentre Rossella sviluppa una rabbia ulteriore nei suoi confronti nello scoprire che aspetta un figlio da Ashley. La gravidanza aggrava la salute di Melania che, nel mentre, scopre che Ashley è stato segnalato come disperso, pertanto crede di essere diventata vedova. La notizia getta lei e Rossella nello sconforto, ma poi le due apprendono grazie ai contatti di Rhett, che Ashley è vivo, ma è stato ferito e detenuto in un campo di prigionia nell'Illinois.
La situazione peggiora ulteriormente: Melania viene costretta a letto durante il terzo trimestre di gravidanza, mentre le truppe del generale William Sherman avanzano verso Atlanta. Pittypat e zio Peter fuggono da dei parenti in Georgia, mentre Melania rimane alle cure di Rossella e va in travaglio proprio il generale Sherman inizia a combattere la Guardia Nazionale. Non trovando dottori, Rossella e Prissy sono costrette a far nascere da sole il figlio di Melania senza alcuna esperienza o aiuto. Il parto è difficile a causa della salute e dalla corporazione minuta di Melania, ma alla fine riesce a far nascere un bambino di nome Beau. Il gruppo intraprende poi un viaggio pericoloso e tortuoso per raggiungere Tara, la casa di Rossella, scoprendo che Elena è morta e Geraldo O'Hara è impazzito dal dolore. Sotto la guida di Rossella, Melania, Beau, Wade, il padre e le due sorelle di Rossella e pochi schiavi domestici vivono per un certo periodo soffrendo la fame e il freddo per la carestia dovuta al passaggio dei nordisti.

### 1865-1873
Dopo qualche mese la guerra giunge al termine e Ashley fa ritorno a Tara. Rossella si risposa con il fidanzato di sua sorella, Franco Kennedy, e si trasferisce ad Atlanta dove avvia diverse attività di successo. Anche i Wilkes si trasferiscono lì dopo che Melania ha convinto Ashley ad aiutare Rossella a gestire una falegnameria. Successivamente, gli uomini del Sud cominciano ad agire sotto il nome dell'organizzazione Ku Klux Klan per vendicare i torti subiti dai neri liberati e dai nordisti e Melania copre tali attività. Durante una scorribanda organizzata per punire l'aggressione subita da Rossella da parte di alcuni criminali, Franco muore; Rossella si risposa poco tempo dopo con Rhett.
Melania continua a essere amica di entrambi e a difenderli dai pettegolezzi della popolazione sudista, che li disprezza; essendo un pilastro sociale di Atlanta per la sua carità e gentilezza, Melania è benvoluta da tutti. Rossella e Ashley vengono sorpresi in quello che sembra un momento di intimità, ma Melania salva la reputazione di Rossella rifiutandosi di credere alle voci. Il matrimonio tra Rossella e Rhett va a pezzi e, quando Rossella subisce un aborto cadendo dalle scale, Melania conforta uno sconvolto Rhett, che quasi le rivela dell'innamoramento che Rossella prova per Ashley. Successivamente Diletta, la figlia preferita di Rossella e Rhett, muore in un incidente di equitazione, e Melania è l'unica a riuscire a convincere Rhett, afflitto dal dolore, a permettere la sepoltura di Diletta.
Nonostante l'avvertimento che un'altra gravidanza sarebbe fatale, Melania rimane nuovamente incinta con gioia. Tuttavia si indebolisce rapidamente e, dopo aver subito un aborto spontaneo, si trova in fin di vita. Parlando per l'ultima volta con Rossella, Melania dimostra pienamente di ignorare l'infatuazione tra Rossella e Ashley, chiedendo all'amica di occuparsi di Ashley e Beau. La morte di Melania colpisce duramente Rossella, fungendo da catalizzatore per la crescita finale di Rossella nel romanzo.

## Analisi del personaggio
Melania rappresenta lo stereotipo della "Bella del Sud": una giovane donna bianca di famiglia ricca, che incarna la femminilità e la grazia idealizzate dalla cultura del sud americano anteguerra: dopo il conflitto, la società premia le virtù femminili di Melania facendone un'inattaccabile pilastro sociale, lodandola come "una vera signora". Allo stesso modo, suo marito Ashley rappresenta l'ideale gentiluomo del sud.
Il personaggio di Melania è in diretto contrasto con quello di Rossella: Rossella è solo un membro di seconda generazione dei proprietari delle piantagioni di cotone, di origini irlandesi e francesi, robusta fisicamente e disposta a ricorrere a qualsiasi mezzo per sopravvivere, oltre che caustica nelle sue relazioni; Melania, invece, appartiene all'aristocrazia meridionale di una famiglia conosciuta e affermata, è caritatevole, gentile e delicata, ma spesso malata e debole a causa della sua costituzione fragile. Nonostante Melania sia elogiata come l'incarnazione ideale della donna del sud, la sua sopravvivenza durante e dopo la guerra dipende esclusivamente da Rossella, che non esita a infrangere le regole sociali e a fornire la forza necessaria per sopravvivere alla fame e alla violenza, mentre Melania (così come la sua famiglia e quella di Rossella) è costretta a contare esclusivamente su di lei. Anche dopo la guerra, la sopravvivenza e la posizione di Melania come matrona deriva dal rigetto di Scarlett delle cosiddette "norme sociali", in quanto sono le sue attività a fornire al marito di Melania un reddito e una posizione. Come segno di gratitudine, Melania difende la reputazione della cognata come può nei contesti sociali.
Il fatto che le caratteristiche di Melania la portino a essere esaltata dalla società del Sud rappresenta, per certi versi, il culto che i sudisti avevano per i tempi passati, con Rossella che reincarna invece i nuovi valori dettati dalla sopravvivenza nel dopoguerra; il costante declino fisico di Melania nel corso del romanzo, che la porta alla morte sul finale, riflette la perdita della gloria prebellica, e il rifiuto di Rossella del marito di Melania indica che il Sud è pronto a voltare pagina e a guardare il futuro, lasciandosi alle spalle il passato.